# Hayley Carter
Hayley Carter (Hilton Head Island, 17 maggio 1995) è una tennista statunitense inattiva dal 2021.

## Statistiche WTA

### Doppio

#### Vittorie (2)
| Legenda               | Legenda      |
| --------------------- | ------------ |
| Grande Slam (0)       |              |
| Ori Olimpici (0)      |              |
| WTA Finals (0)        |              |
| WTA Elite Trophy (0)  |              |
| Dal 2009 al 2020      | Dal 2021     |
| Premier Mandatory (0) | WTA 1000 (0) |
| Premier 5 (0)         | WTA 1000 (0) |
| Premier (0)           | WTA 500 (0)  |
| International (2)     | WTA 250 (0)  |

| N. | Data              | Torneo                   | Superficie | Compagna      | Avversarie in finale                | Punteggio   |
| 1. | 28 settembre 2019 | Tashkent Open, Tashkent  | Cemento    | Luisa Stefani | Dalila Jakupovič Sabrina Santamaria | 6–3, 7–6(4) |
| 2. | 16 agosto 2020    | Top Seed Open, Lexington | Cemento    | Luisa Stefani | Jil Teichmann Marie Bouzková        | 6–1, 7–5    |

#### Sconfitte (6)
| Legenda               | Legenda      |
| --------------------- | ------------ |
| Grande Slam (0)       |              |
| Argenti Olimpici (0)  |              |
| WTA Finals (0)        |              |
| WTA Elite Trophy (0)  |              |
| Dal 2009 al 2020      | Dal 2021     |
| Premier Mandatory (0) | WTA 1000 (1) |
| Premier 5 (0)         | WTA 1000 (1) |
| Premier (0)           | WTA 500 (2)  |
| International (3)     | WTA 250 (0)  |

| N. | Data              | Torneo                                       | Superficie  | Compagna      | Avversarie in finale            | Punteggio           |
| 1. | 13 aprile 2019    | Copa Colsanitas, Bogotà                      | Terra rossa | Ena Shibahara | Zoe Hives Astra Sharma          | 1–6, 2–6            |
| 2. | 22 settembre 2019 | Korea Open, Seul                             | Cemento     | Luisa Stefani | Lara Arruabarrena Tatjana Maria | 6(7)–7, 6–3, [7–10] |
| 3. | 26 settembre 2020 | Internationaux de Strasbourg, Strasburgo     | Terra rossa | Luisa Stefani | Nicole Melichar Demi Schuurs    | 4–6, 3–6            |
| 4. | 13 gennaio 2021   | Abu Dhabi WTA Women's Tennis Open, Abu Dhabi | Cemento     | Luisa Stefani | Shūko Aoyama Ena Shibahara      | 6(5)–7, 4–6         |
| 5. | 27 febbraio 2021  | Adelaide International, Adelaide             | Cemento     | Luisa Stefani | Alexa Guarachi Desirae Krawczyk | 7–6(4), 4–6, [3–10] |
| 6. | 4 aprile 2021     | Miami Open, Miami Gardens                    | Cemento     | Luisa Stefani | Shūko Aoyama Ena Shibahara      | 2–6, 5–7            |

## Circuito WTA 125

### Doppio

#### Vittorie (2)
| N. | Data             | Torneo                                                      | Superficie | Compagna      | Avversarie in finale             | Punteggio   |
| 1. | 26 gennaio 2019  | Oracle Challenger Series - Newport Beach, Newport Beach     | Cemento    | Ena Shibahara | Taylor Townsend Yanina Wickmayer | 6–3, 7–6(1) |
| 2. | 1º febbraio 2020 | Oracle Challenger Series - Newport Beach, Newport Beach (2) | Cemento    | Luisa Stefani | Marie Benoît Jessika Ponchet     | 6–1, 6–3    |

#### Sconfitte (1)
| N. | Data          | Torneo                            | Superficie  | Compagna      | Avversarie in finale                 | Punteggio           |
| 1. | 9 maggio 2021 | Open 35 de Saint-Malo, Saint-Malo | Terra rossa | Luisa Stefani | Kaitlyn Christian Sabrina Santamaria | 6(4)–7, 6–4, [5–10] |

## Statistiche ITF

### Singolare

#### Sconfitte (2)
| Torneo $100.000 (0) |
| Torneo $80.000 (0)  |
| Torneo $75.000 (0)  |
| Torneo $60.000 (0)  |
| Torneo $50.000 (0)  |
| Torneo $25.000 (0)  |
| Torneo $15.000 (0)  |
| Torneo $10.000 (2)  |

| N. | Data           | Torneo                                           | Superficie | Avversaria    | Punteggio |
| 1. | 27 maggio 2013 | Head Tail Activewear Women's, Hilton Head Island | Cemento    | Jana Korolëva | 5–7, 4–6  |
| 2. | 3 agosto 2014  | Pro Tennis Classic Fort Worth, Fort Worth        | Cemento    | Tatjana Maria | 1–6, 1–6  |

### Doppio

#### Vittorie (9)
| Torneo $100.000 (0) |
| Torneo $80.000 (0)  |
| Torneo $75.000 (0)  |
| Torneo $60.000 (4)  |
| Torneo $50.000 (0)  |
| Torneo $25.000 (4)  |
| Torneo $15.000 (0)  |
| Torneo $10.000 (1)  |

| N. | Data             | Torneo                                                     | Superficie  | Partner               | Avversarie                              | Punteggio        |
| 1. | 28 luglio 2014   | Pro Tennis Classic Fort Worth, Fort Worth                  | Cemento     | Stefanie Tan          | Catherine Harrison Mary Weatherholt     | 6-3, 6-3         |
| 2. | 23 giugno 2018   | Southern Lifestyle Development Tennis Classic, Baton Rouge | Cemento     | Ena Shibahara         | Astra Sharma Gabriela Talaba            | 6–3, 6–4         |
| 3. | 4 agosto 2018    | Lexington Challenger, Lexington                            | Cemento     | Ena Shibahara         | Sanaz Marand Victoria Rodríguez         | 6–3, 6–1         |
| 4. | 7 ottobre 2018   | Stockton Challenger, Stockton                              | Cemento     | Ena Shibahara         | Quinn Gleason Luisa Stefani             | 7–5, 5–7, [10–7] |
| 5. | 24 febbraio 2019 | Del Mar Financial Partners Inc. Open, Rancho Santa Fe      | Cemento     | Ena Shibahara         | Francesca Di Lorenzo Caty McNally       | 7-5, 6-2         |
| 6. | 9 giugno 2019    | Resortquest Pro Women's Open at Sea Colony, Bethany Beach  | Terra verde | Usue Maitane Arconada | Dea Herdželaš Tereza Mihalíková         | 6-4, 6-4         |
| 7. | 23 giugno 2019   | Denver Women's Challenger, Denver                          | Cemento     | Vladica Babić         | Brynn Boren Gail Brodsky                | 6–2, 6–3         |
| 8. | 14 luglio 2019   | Tennis Championships of Honolulu, Honolulu                 | Cemento     | Jamie Loeb            | Usue Maitane Arconada Caroline Dolehide | 6-4, 6-4         |
| 9. | 9 novembre 2019  | Copa LP Chile Hacienda Chicureo, Colina                    | Terra rossa | Luisa Stefani         | Anna Danilina Conny Perrin              | 5-7, 6-3, [10-6] |

#### Sconfitte (5)
| Torneo $100.000 (0) |
| Torneo $80.000 (0)  |
| Torneo $75.000 (0)  |
| Torneo $60.000 (1)  |
| Torneo $50.000 (0)  |
| Torneo $25.000 (3)  |
| Torneo $15.000 (0)  |
| Torneo $10.000 (1)  |

| N. | Data              | Torneo                                                   | Superficie | Partner       | Avversarie                        | Punteggio        |
| 1. | 22 ottobre 2012   | Florence Open, Florence                                  | Cemento    | Brooke Austin | Ulrikke Eikeri Akiko Ōmae         | 1–6, 1–6         |
| 2. | 27 maggio 2013    | Pro Tennis Classic Fort Worth, Fort Worth                | Cemento    | Josie Kuhlman | Kristy Frilling Alexandra Mueller | 3–6, 4–6         |
| 3. | 21 settembre 2018 | Team Luke Hope for Minds Tennis Classic, Lubbock         | Cemento    | Vladica Babić | Naomi Broady Nadia Podoroska      | 6-3, 2-6, [8-10] |
| 4. | 16 giugno 2019    | Palmetto Pro Open, Sumter                                | Cemento    | Vladica Babić | Brynn Boren Caitlin Whoriskey     | 4-6, 4-6         |
| 5. | 11 agosto 2019    | Koser Jewelers Pro Circuit Tennis Challenge, Landisville | Cemento    | Jamie Loeb    | Vania King Claire Liu             | 6–4, 2–6, [5–10] |